# Akira Kaji
Akira Kaji (加地 亮 Kaji Akira?,  nacido el 13 de enero de 1980 en Seidan (actual Minamiawaji), Hyōgo) es un exfutbolista japonés. Jugaba de lateral derecho y su último club fue el Fagiano Okayama de Japón.

## Clubes
| Club            | País           | Año         | Partidos | Goles |
| Cerezo Osaka    | Japón          | 1998 - 2000 | 24       | 0     |
| Oita Trinita    | Japón          | 2000 - 2001 | 75       | 3     |
| FC Tokyo        | Japón          | 2002 - 2005 | 89       | 1     |
| Gamba Osaka     | Japón          | 2006 - 2014 | 225      | 2     |
| Chivas USA      | Estados Unidos | 2014        | 15       | 0     |
| Fagiano Okayama | Japón          | 2015 - 2017 | 62       | 1     |